# Coulounieix-Chamiers
Coulounieix-Chamiers (okzitanisch: Colonhés e Champs Niers) ist eine französische Gemeinde in der Region Aquitanien mit 7.537 Einwohnern (Stand: 1. Januar 2022). Sie liegt im Département Dordogne und gehört zum Arrondissement Périgueux sowie zum Kanton Coulounieix-Chamiers. Die Einwohner werden Colomniérois und Colomniéroises genannt.

## Geographie
Der Fluss Isle bildet die nördliche Grenze der Gemeinde, die im Weißen Périgord liegt.
Umgeben wird Coulounieix-Chamiers von den Nachbargemeinden Perigueux im Norden und Nordosten, Notre-Dame-de-Sanilhac im Osten und Südosten, Coursac im Süden und Südwesten sowie Marsac-sur-l’Isle im Westen.
Die südliche Grenze der Gemeinde bildet die Autoroute A89 und das parallel verlaufende Flüsschen Cerf.

## Bevölkerungsentwicklung
| Jahr                       | 1962 | 1968 | 1975 | 1982 | 1990 | 1999 | 2007 | 2018 |
| Einwohner                  | 5816 | 7421 | 8169 | 8250 | 8403 | 8102 | 8360 | 7458 |
| Quellen: Cassini und INSEE |      |      |      |      |      |      |      |      |

## Sehenswürdigkeiten

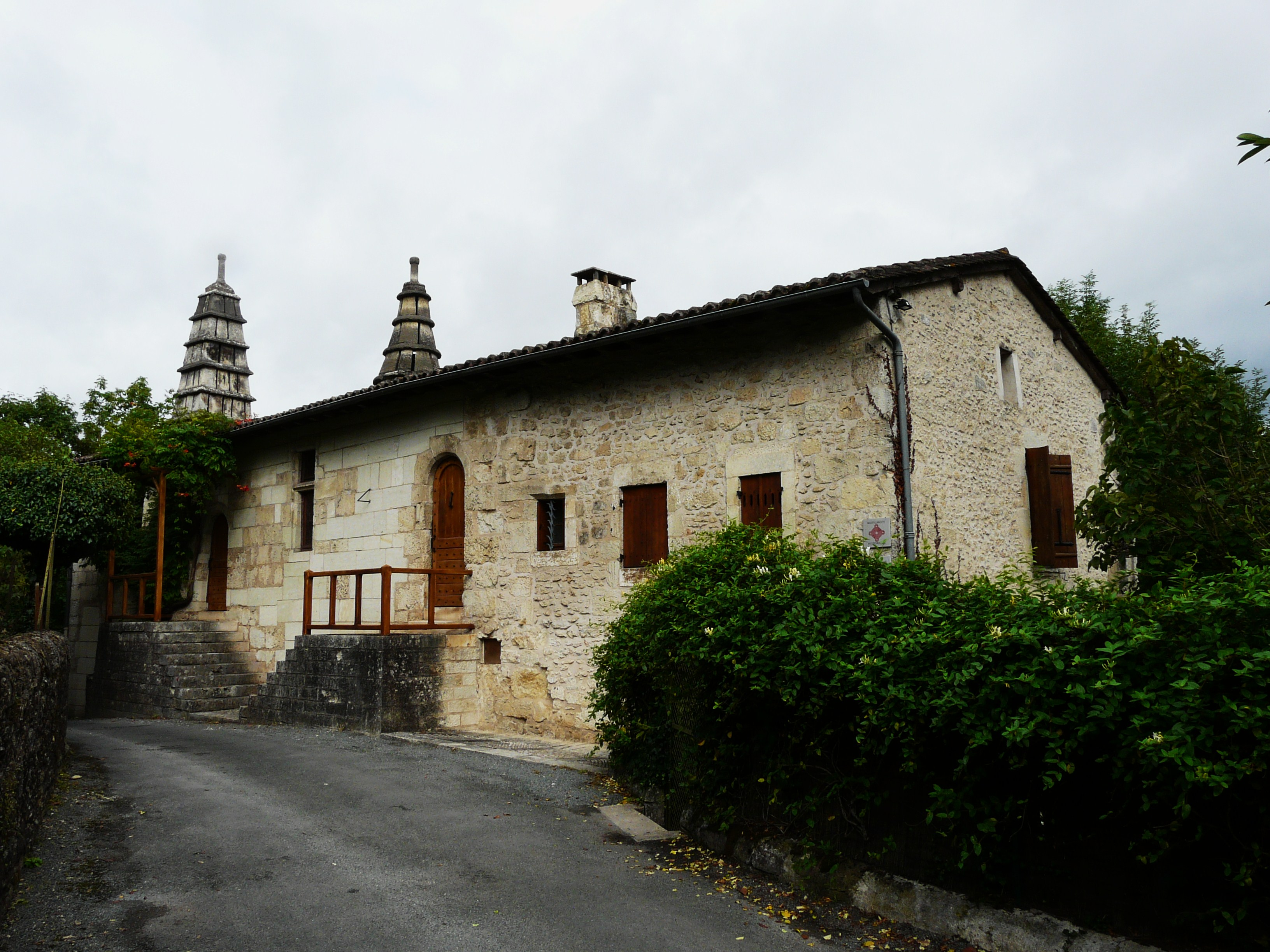
La Maladrerie

- Grotte von Campniac, neolithische Sepulkralstätte
- Château de la Rolphie aus dem 16. Jahrhundert, seit 1947 als Monument historique eingeschrieben
- Château des Izards mit Park, heutiges Kulturzentrum
- Château de Plague aus dem 16. und 17. Jahrhundert
- La Maladrerie, „Englisches Haus“, seit dem 12. Jahrhundert genutztes Siechenhaus, teilweise für Leprakranke, seit 1907 als Monument historique klassifiziert
- Kirche Saint-Michel (in Coulounieix) aus dem 14. Jahrhundert
- Kirche Notre-Dame de l’Immaculée-Conception (in Chamiers) aus dem 20. Jahrhundert

## Partnergemeinden
- Portlaoise, County Laoise, Irland
- Venta de Baños, Kastilien-León, Spanien